# Barrage de la Zeïa
Pour les articles homonymes, voir Zeïa.
Le barrage de la Zeïa (en russe : Зейская ГЭС, Zeïskaïa GuES) est un barrage hydroélectrique de Russie de l'entreprise RusHydro. Il est situé dans l'oblast de l'Amour (Sibérie orientale) sur le cours de la rivière Zeïa, un affluent du fleuve Amour qui prend sa source dans les monts Stanovoï.

## Présentation
Le barrage est de type barrage à contreforts, ce qui a permis une importante économie de matériaux et une réduction des coûts de 60 %. Des dispositifs permettent de réduire les effets des grandes amplitudes de température existant dans la région. Le barrage permet également de réguler les crues sur l'Amour et la Zeïa en aval du barrage.
Mis en service en 1985, il est situé au nord de la ville de Zeïa et a une puissance installée de 1 330 MW. Il a créé un lac de retenue d'une longueur de 220 km, d'une superficie de 2 500 km2 pour un volume d'eau de 68,42 milliards de m3.